# The Tuttles: Madcap Misadventures
The Tuttle’s Madcap Misadventures é um jogo lançado nos EUA pelo Animax Entertainment e Legacy Interactive em 2008 a intenção do jogo foi para salvar crianças de cancer, o jogo teve sua estreia no FaceBook e parte do dinheiro arecadado iria para uma intituição de caridade, e teve a participação de Ashley Tisdale e Jamie Lee Curtis como dubladoras.

## Historia
The Tuttle’s Madcap Misadventures é um jogo hilariante aventura arcade. A família Tuttle está fora em férias e você está convidado a compartilhar suas aventuras hilariantes da natação através de um paraíso subaquático para voar a mini van familiar. Siga cada membro da família através de níveis de plat zany formando diversão pontos de coleta e power-ups ao longo do caminho.

## Dubladores
| Bob Saget         | Barry Tuttle   |
| Jamie Lee Curtis  | Barbara Tuttle |
| Ashley Tisdale    | Jess Tuttle    |
| Dominic Scott Kay | Zach Tuttle    |
| William Shatner   | Vance Shepherd |

## Personagens

### Barry Tuttle
Ele é um gerente de nível médio da General Mills. Onde ele passa a maior parte do seu tempo discutindo sobre os ingredientes de cereais de pequeno-almoço. Não é nenhuma surpresa que quando se trata tempo para umas férias de Barry quer que ele seja especial. Barry foi campeão colegial wrestling e ele aborda a vida com um Take "la e fixá-lo" a atitude.

### Barbara Tuttle
A Grande Mãe que tem tudo isso junto. Ela ama o marido Barry muito, e pacientemente coloca-se com todas as suas idéias maluca. Ela não tem absolutamente nenhum desejo de ir para a Alamo, mas vai fazer o melhor dele por causa do tempo de vínculo familiar de qualidade. Mas não importa como a viagem se desenrola, ela está determinada a ter umas férias da família desastre gratuita e tem embalado a bolsa com suprimentos de emergência. Sua bolsa fundo nunca deixa sua visão. Afinal, em férias com a família Tuttle, a greve desventuras madcap con a qualquer momento!

### Jess Tuttle
15 anos de idade e brilhante, provavelmente de pós-graduação do ensino médio alguns anos mais cedo. Ela poderia recitar toda a tabela periódica dos elementos, mas seria muito melhor recitar a letra mais recente hit de Kelly Clarkson'S. Não se surpreenda ao encontrar Jess constantemente testando com seus amigos em seu Sidekick. Tudo é uma sigla, se ela vier a encerrar no espaço, ela texto, provavelmente sua namorada na festa: 'SAABMIS. Seu amigo iria recebê-lo na Terra e exclamar: "Oh meu Deus, Jess é atingida em uma reunião do conselho estrangeiro em ritmo acelerado!"

### Zach Tuttle
11 anos de idade. Ao contrário de sua irmã, ele acha que todo lugar que vá é incrível, uma oportunidade para a aventura. ("A parada de caminhões? COOL! Aposto que eles têm caminhões totalmente sério aqui!"). Não importa o que Zach não, sua irmã considera tanto chato e inútil.

### Vance Shepherd
Derrotado, mas não lavado, de segunda TV Star Vance Pastor alugou sua voz para o sistema de controle do computador de minivan supercharged de Barry. Confiante, charmoso, carismático, são palavras que Vance ficaria feliz em usar para descrever a si mesmo. Arrogante, chato e alguns outros ascerbic escolha pode usar palavras enquanto ele está tagarelando esquecido que a van está despencando para o seu castigo. Ao voar através de situações perigosas, ele é muito mais preocupado com seu pára-choques cromados que a segurança dos passageiros dentro.

## Prêmios
| Dubladores | Dubladores     | Dubladores  | Dubladores |
| Ano        | Premiação      | Categoria   | Status     |
| ---------- | -------------- | ----------- | ---------- |
| 2008       | Parents’Choice | Melhor Jogo | Vencedor   |

## No Brasil
Não foi lançado oficialmente no Brasil.